# Menes
Menes (fl. XXIX secolo a.C.) è stato un faraone egizio appartenente alla I dinastia.
In greco è ricordato come Μήνης, Μῆν o Μῆνας, mentre in latino come Menes. Il nome significava forse 'rimanga fermo', inteso come augurio per il neonato. Visse intorno al 2850 a.C. o forse prima.

## Biografia
Primo re dell'antico Egitto, Menes (conosciuto anche come Meni) è attestato sia da fonti dirette sia attraverso Manetone, storico del III secolo a.C..
Menes figura come primo re egizio nella Lista di Abido, nella Lista di Karnak e nel Canone di Torino. È indicato come primo faraone anche da Erodoto.
La sua identità è dubbia. Secondo alcuni, sarebbe stato il predecessore di Narmer, mentre la maggioranza degli studiosi pensa che sia identificabile con Narmer stesso (Menes sarebbe stato il nome personale del sovrano). Altri lo identificano invece con Aha. Narmer, Aha e Menes potrebbero essere nomi diversi dello stesso faraone protagonista dell'unificazione del Paese.
Sempre stando ad Erodoto, Menes avrebbe deviato il corso del Nilo per fondare Menfi. La tradizione che indica Menes come colui che avrebbe raccolto un esercito dall'Alto Egitto per assaltare il Basso Egitto e installare la propria capitale a Menfi è comunque piuttosto tarda e rimonta probabilmente agli inizi del Nuovo Regno. Da un punto di vista storico, è più probabile che l'unificazione del Paese sia stata graduale e che sia stata ottenuta sotto diversi regnanti. In particolare, il regno delle origini sarebbe stato il risultato dell'imporsi di una cultura meridionale (detta Naqada II o "gerzeana", da Gerzeh), che aveva per capitale Ieracompoli, sulla regione del delta del Nilo, politicamente e culturalmente assai più frammentaria.